# Christiane Jean
Christiane Jean (geboren am 18. Mai 1959 in Algier) ist eine französische Schauspielerin.

## Leben
Bekannt wurde Jean unter anderem durch ihre Rolle der Laura in Patrice Lecontes Die Spezialisten (1985) und als Claire in den französischen Fernsehserien Les Filles d'à côté (1993–1995) und Les Nouvelles Filles d'à côté (1995–1996).
2003 und 2011 gab Jean gemeinsam mit Régine Teyssot zwei Kochbücher heraus.
In jüngster Zeit ist Christiane Jean vor allem mit Synchronisationen betraut. So verleiht sie im französischen Kino und Fernsehen der Schauspielerin Elisabeth Röhm ihre Stimme, so unter anderem bei deren Rolle als Polizistin Kate Lockley in der Reihe Angel – Jäger der Finsternis.

## Filmographie (Auswahl)

### Kino
- 1980: Les Contes de La Fontaine – Regie: José Bénazéraf
- 1981: Pourquoi pas nous? – Regie: Michel Berny
- 1982: Die Legion der Verdammten (Les Misérables)  – Regie: Robert Hossein
- 1982: Wilhelm Cuceritorul (Guillaume le conquérant) – Regie: Gilles Grangier und Sergiu Nicolaescu
- 1984: Ein Mann um die 50 (La Tête dans le sac)  – Regie: Gérard Lauzier
- 1985: Liebe und Gewalt (L'Amour braque) – Regie: Andrzej Żuławski
- 1985: Der Debütant (Le Débutant) – Regie: Daniel Janneau
- 1985: Die Spezialisten (Les Spécialistes) – Regie: Patrice Leconte
- 1986: Die Nacht des Siegers (La Nuit du risque) – Regie: Sergio Gobbi
- 1987: I padroni dell' estate – Regie: Mario Parodi
- 1988: Faceless (Les Prédateurs de la nuit) – Regie:  Jesús Franco
- 1990: Le Déjeuner de Sousceyrac – Regie: Lazare Iglesis
- 1990: Singapore Sling – Regie: Nikos Nikolaidis
- 1990: Dem Leben sei Dank (Merci la vie) – Regie: Bertrand Blier

### Fernsehen
- 1980: Au théâtre ce soir
- 1980: Autolien – Regie: Pierre Chabartier
- 1981: Jules Ferry – Regie: Jean Dewever
- 1982–1987: Cinéma 16 – Regie: Pierre Boutron
- 1982: Autolien  – Regie: Marcel Camus nach Benoîte Groult
- 1982: Par ordre du Roy  – Regie: Pierre Dumayet und Michel Mitrani
- 1983: Mit Rose und Revolver (Les Brigades du Tigre) – Regie: Victor Vicas, Episode: La Grande Duchesse Tatiana
- 1984: Un uomo in trappola  – Regie: Vittorio de Sisti
- 1985: Die Insel (Un isola) – Regie:  Carlo Lizzani
- 1987: Drehbuch für eine Leiche (Le buvard à l‘envers)
- 1987: Un siciliano in Sicilia – Regie: Pino Passalacqua
- 1988: La Conscience de Zéno  – Regie: Sandro Bolchi
- 1989: Flucht vor der Mafia (Bambino in fuga) – Regie:  Mario Caiano
- 1989: Salut Les Musclés  – Regie: Patrick Le Guen
- 1990: Les Bottes de sept lieues  – Regie: Hervé Baslé
- 1990: Baie des anges connection  – Regie: Patrick Jamain
- 1991: L'Enfant en fuite  – Regie: Mario Caiano
- 1991: Riviera  – Regie: Michel Baulez
- 1993–1995: Les Filles d'à côté  – Regie: André-Guy Flédérick
- 1995–1996: Les Nouvelles Filles d'à côté von Jean-Luc Azoulay
- 1997: Les Vacances de l'amour – Regie: Olivier Altman
- 2003: Sous le soleil; Episoden 24, 27, 34 und 37 der 9. Staffel – Regie: Laurent Levy
- 2004: Léa Parker; Episode: Haute Tension – Regie: Nicolas Durand-Zouky, Jean-Benoît Gillig und Jeanne Le Guillou
- 2011: Le Jour où tout a basculé

### Synchronisation
- 1994: Batman (Fernsehserie) Episode 56 (Harley & Ivy); Rolle: Poison Ivy
- 1999–2000: Angel – Jäger der Finsternis; Rolle: Kate Lockley (gespielt von Elisabeth Röhm)
- 2006: Mon enfant a disparu (Fernsehfilm); Rolle: Donna Whitson (Elisabeth Röhm)
- 2009: En eaux troubles (Fernsehfilm); Rolle: Brooke Harris (Elisabeth Röhm)
- 2013: Portées disparues; Rolle: Lynn (Elisabeth Röhm)
- 2013: Philomena; Rolle: Sally Mitchell (Michelle Fairley)

## Theater
- 1987: L'Éprouvette
- 1992: Une aspirine pour deux Französische Adaption des Theaterstücks Mach’s noch einmal, Sam von Woody Allen
- 1995: La Femme de cristal von Phil Young, Aufführung unter Christian Dura des Théâtre du Bourg-Neuf auf dem Festival von Avignon[1]
- 1998: Les Cinémas de la rue d'Antibes von Julien Vartet, Inszenierung des Autors im Théâtre Édouard VII, Paris

## Veröffentlichungen
- mit Régine Teyssot, Max Rebière: Hot cuisine. 100 recettes apphrodisiaques (Cuisine au Quot), Minerva, 2003, ISBN 978-2830706871
- mit Régine Teyssot: Amour, cuisine & volupté. 140 recettes aphrodisiaques, 168 S., Eyrolles 2011, ISBN 978-2212547160